# Sideville
Sideville ist eine französische Gemeinde mit 840 Einwohnern (Stand: 1. Januar 2022) im Département Manche in der Region Normandie (vor 2016 Basse-Normandie). Sie gehört zum Kanton Cherbourg-en-Cotentin-3 im Arrondissement Cherbourg. Die Einwohner werden Sidevillais genannt.

## Geografie
Sideville liegt auf der Halbinsel Cotentin sieben Kilometer südwestlich von Cherbourg-en-Cotentin an der Divette. Nachbargemeinden von Sideville sind La Hague im Norden und Nordwesten, Nouainville im Norden, Cherbourg-en-Cotentin im Nordosten, Martinvast im Osten, Hardinvast im Südosten, Couville im Süden sowie Teurthéville-Hague im Westen und Südwesten.
| Bevölkerungsentwicklung    | Bevölkerungsentwicklung | Bevölkerungsentwicklung | Bevölkerungsentwicklung | Bevölkerungsentwicklung | Bevölkerungsentwicklung | Bevölkerungsentwicklung | Bevölkerungsentwicklung | Bevölkerungsentwicklung |
| -------------------------- | ----------------------- | ----------------------- | ----------------------- | ----------------------- | ----------------------- | ----------------------- | ----------------------- | ----------------------- |
| Jahr                       | 1962                    | 1968                    | 1975                    | 1982                    | 1990                    | 1999                    | 2006                    | 2018                    |
| Einwohner                  | 287                     | 276                     | 277                     | 343                     | 477                     | 488                     | 534                     | 767                     |
| Quellen: Cassini und INSEE |                         |                         |                         |                         |                         |                         |                         |                         |

## Sehenswürdigkeiten

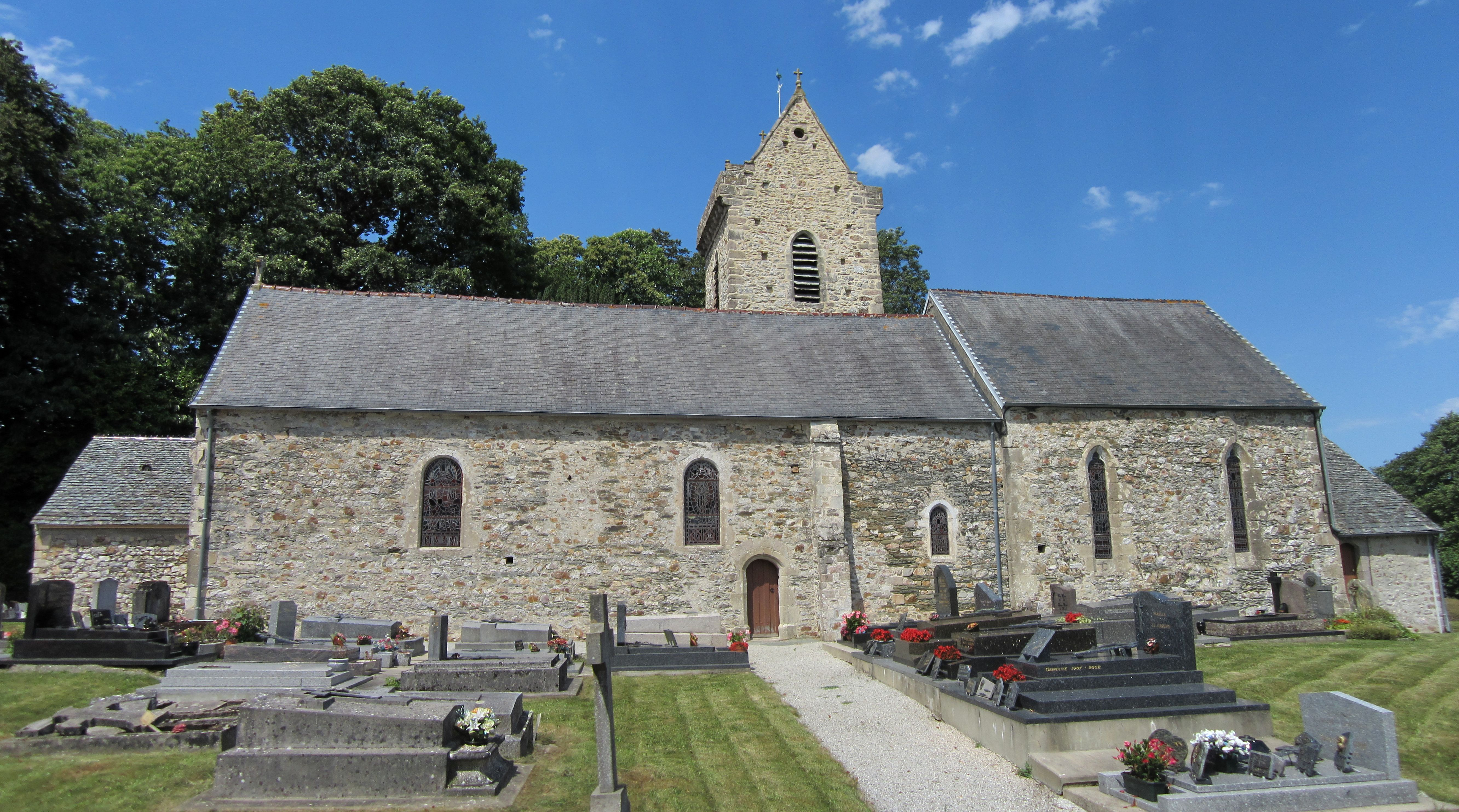
Kirche Saint-Ouen

- Kirche Saint-Ouen aus dem 16. Jahrhundert
- alte Festung Les Monts